# Pantano de Santa Fe
El pantano de Santa Fe (en inglés: Santa Fe swamp) es un terreno pantanoso en un 95 por ciento formado por llanuras inundables que ocupan 7046 acres (2851 ha). Junto con el lago Santa Fe y el pequeño lago de Santa Fe, que sirve como cabecera del río Santa Fe, desemboca en el río Suwannee y, finalmente, en el Golfo de México. Se encuentra al norte de esos lagos en el condado de Bradford y el condado de Alachua en el estado de la Florida, al sureste de Estados Unidos.
El área ambiental y pantano de vida silvestre de Santa Fe abarca 5356 acres (2167 ha) y sus espacios fueron donados al Distrito de Administración del Agua del Río Suwannee en 1984 por la Corporación Georgia-Pacific. En ese momento fue la donación más grande ambientalmente en el estado de la historia de Florida. Sus usos permitidos incluyen la observación de la fauna, caza, ciclismo, senderismo y paseos a caballo por los caminos administrativos.